# 来电狂响
《来电狂响》（英語：Kill Mobile），曾用名《手機狂響》，是一部于2018年上映的喜剧电影，本片改编自2016年意大利电影《完美陌生人》。由佟大为、马丽、霍思燕、乔杉、田雨、代乐乐、奚梦瑶领衔主演，2018年12月29日于中国大陆上映。
七位好友聚餐时，有人提议公开手机信息、来电等秘密与在场的每个人分享，掀开了一场啼笑皆非的情感风暴！
一条短信拆散一对恩爱夫妻；一个电话推翻多年发小感情。当手机变成利刃，当聚餐局变成“揭秘局”，众人在唯恐自己秘密曝光的同时，也“享受”揭露他人秘密的过程，情感矛盾而复杂。随着一条条短信微信、一通通电话传入手机，众人隐私曝光的同时，夫妻、情侣以及个人生活面临的种种问题也逐渐凸显。
这部融入搞笑元素、口碑票房登顶的喜剧，由中国实力派著伟演员佟大为、马丽领衔主演。

## 演员列表
| 演员姓名 | 角色名称   | 介绍 |
| 佟大为   | 贾迪       |      |
| 马丽     | 韩笑       |      |
| 霍思燕   | 李楠       |      |
| 乔杉     | 吴小江     |      |
| 田雨     | 文伯       |      |
| 代乐乐   | 戴戴       |      |
| 奚梦瑶   | 白雪娇     |      |
| 艾伦     |            |      |
| 张晨光   | 白雪娇她爸 |      |
| 徐冬冬   | 白雪娇繼母 |      |
| 何泓姗   | 白雪娇閨蜜 |      |

## 电影歌曲
| 曲序 | 曲目               | 演唱   |
| ---- | ------------------ | ------ |
| 1.   | 别再闹了（主题曲） | 毛不易 |
| 2.   | 来电狂响（片尾曲） | 袁娅维 |